# Friedhofspark Pappelallee

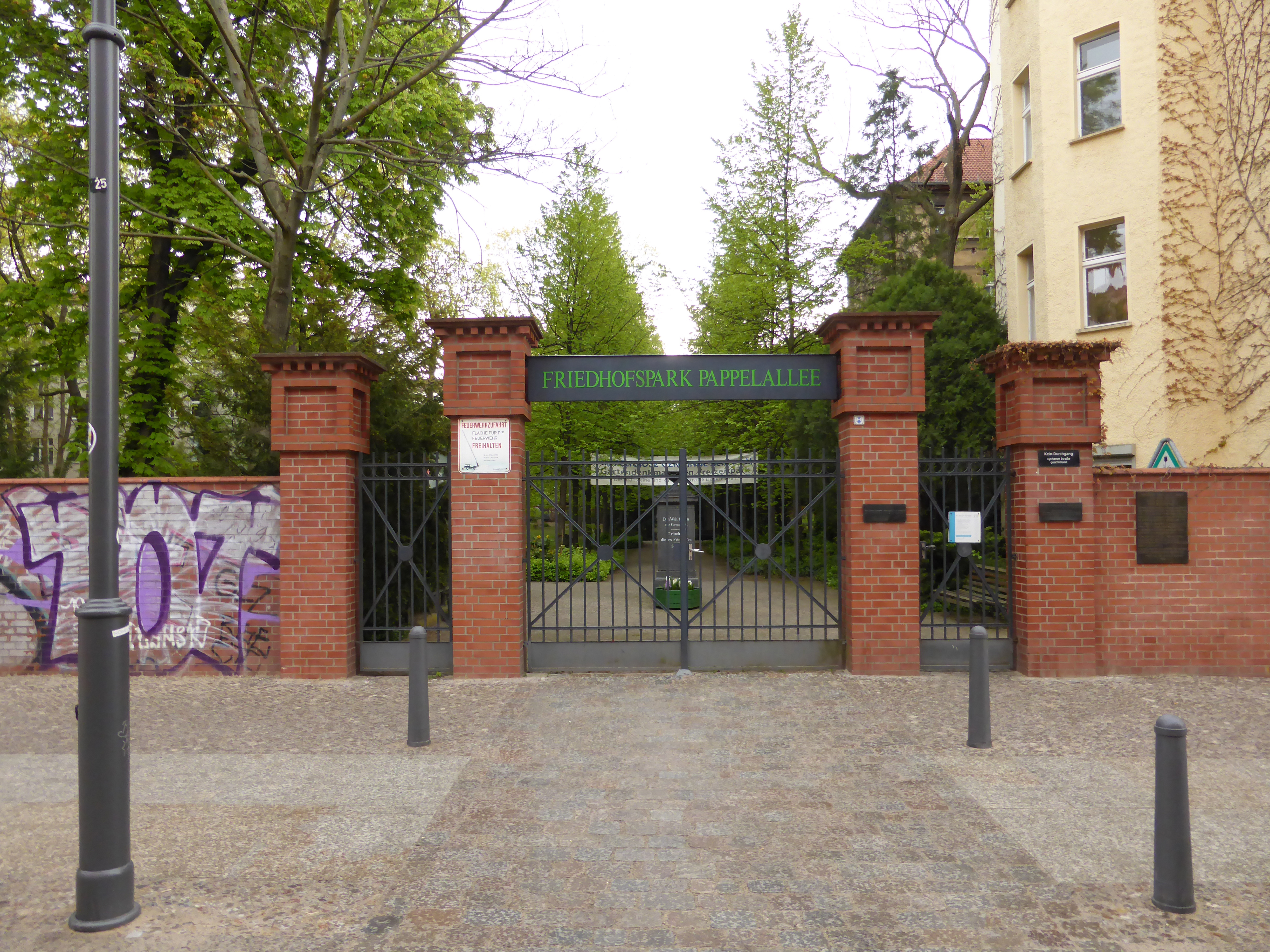
Friedhof Pappelallee

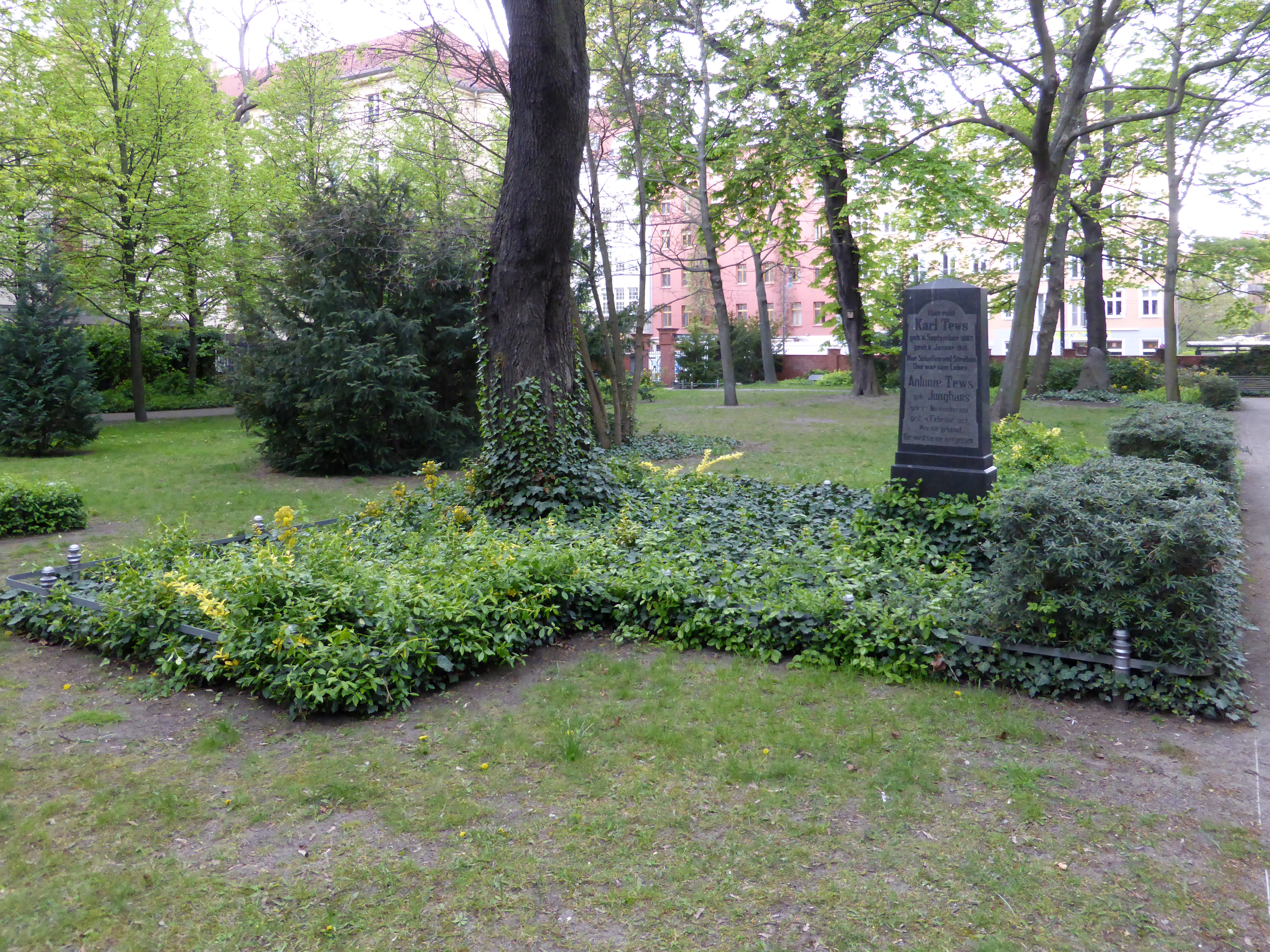
Friedhofspark Pappelallee

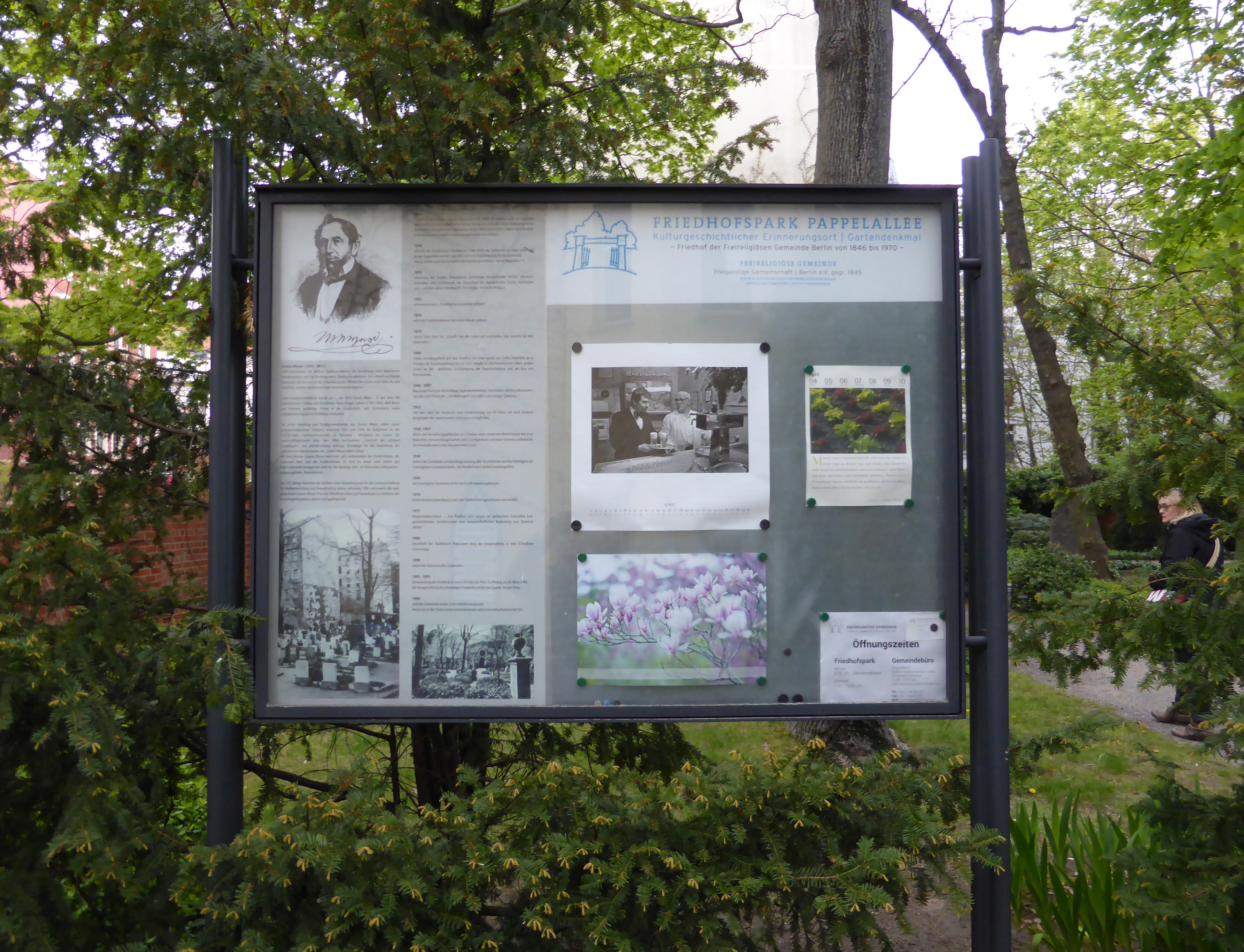
Infotafel Friedhof Pappelallee

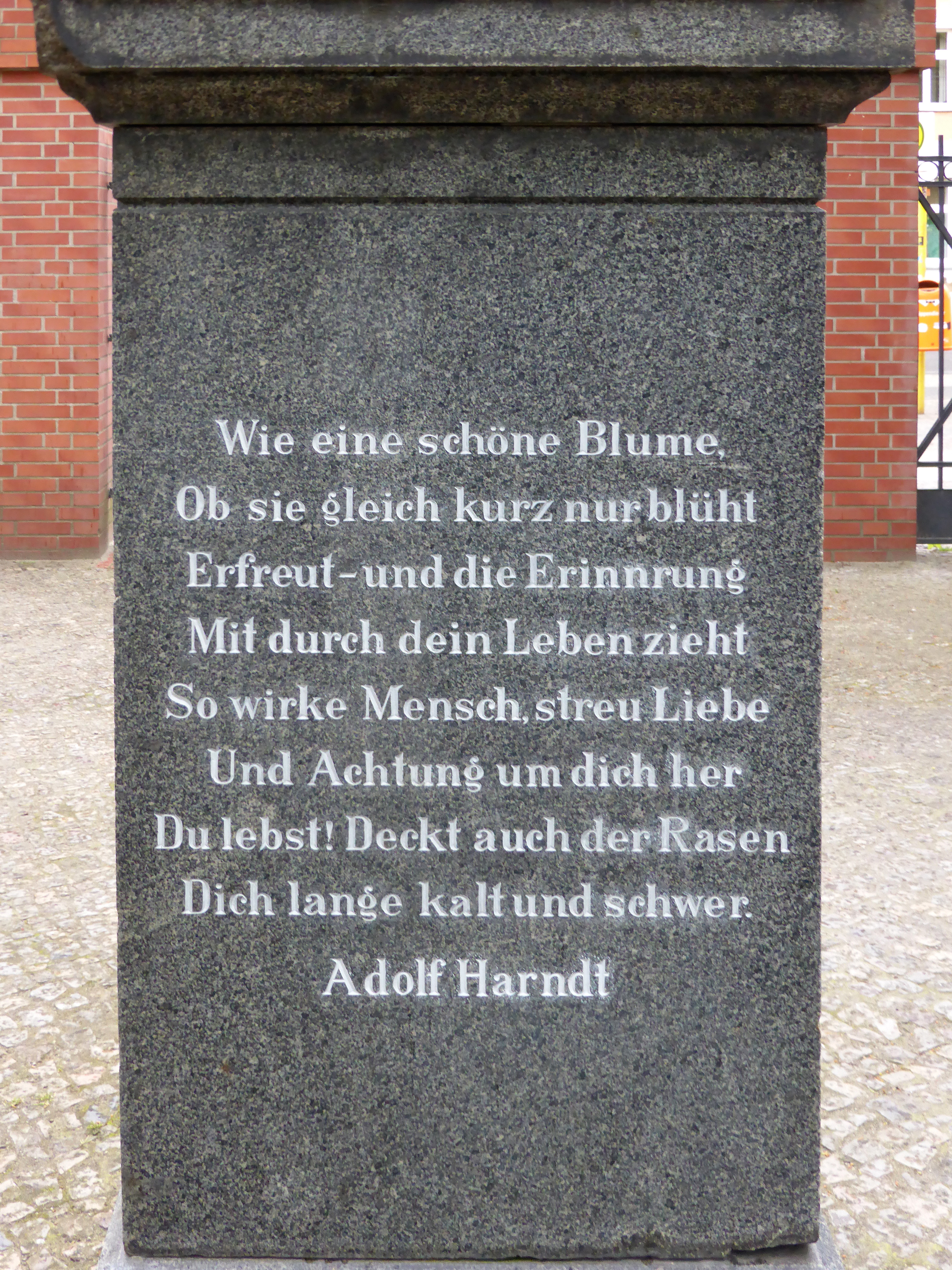
Gedicht von Adolf Harndt und Lebensmotto der Freireligiösen Gemeinde am Eingang zum Friedhofspark

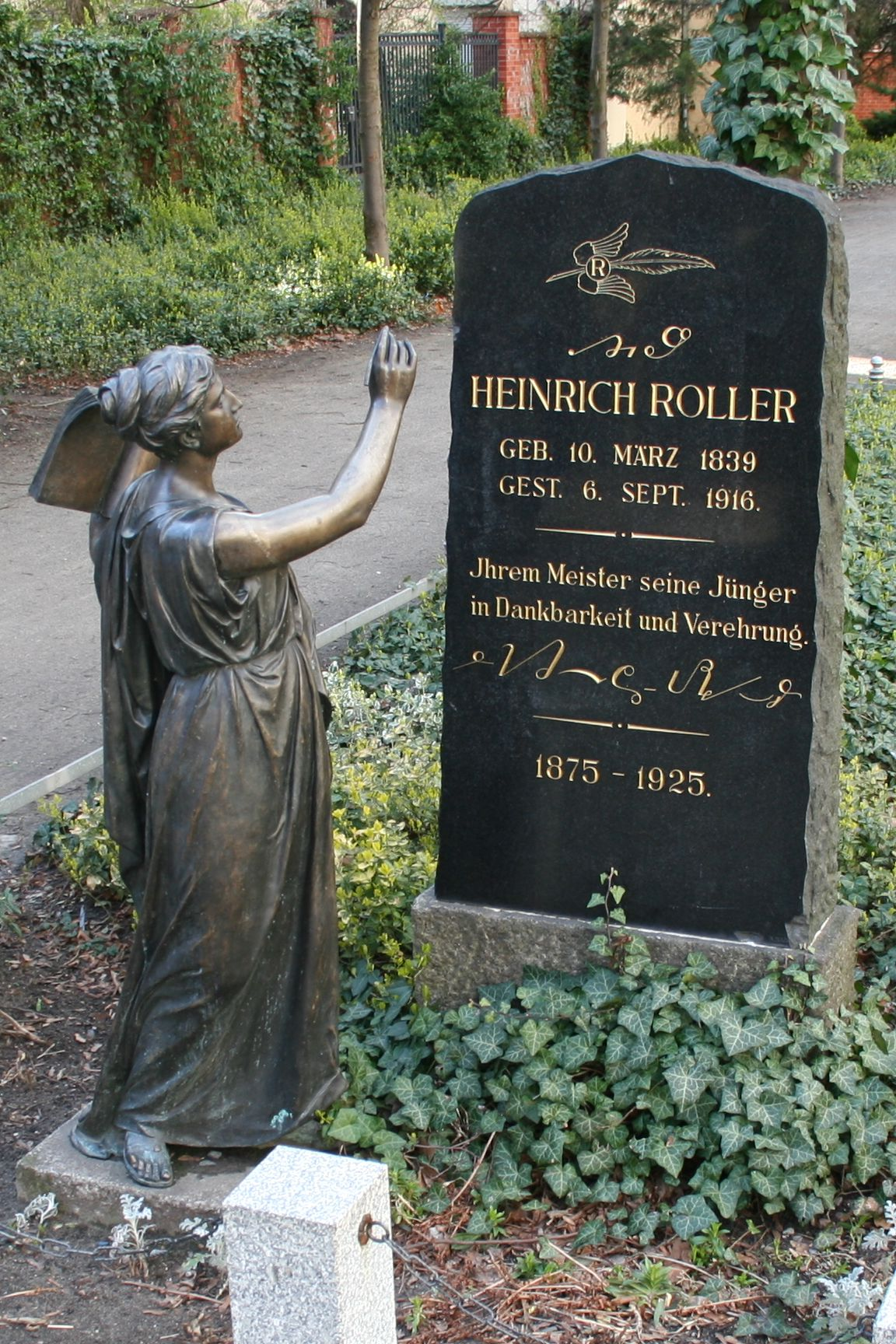
Grab von Heinrich Roller

Der Friedhofspark Pappelallee ist ein denkmalgeschützter geschlossener Friedhof im Helmholtzkiez des Ortsteils Prenzlauer Berg (Bezirk Pankow) von Berlin. Er wurde 1847 von der Deutsch-katholischen Gemeinde (später: Freireligiösen Gemeinde) Berlins angelegt.

## Geschichte
Das Friedhofstor ist zur Parkseite hin mit der Sentenz überschrieben:
Schafft hier das Leben

gut und schön,

kein Jenseits ist,

kein Aufersteh’n.
Die Berliner Freireligiöse Gemeinde (anfangs und bis 1862 noch „Deutsch-katholische Gemeinde“) wurde 1845 von Dissidenten, die der römisch-katholischen Kirche den Rücken kehrten, in der preußischen Hauptstadt als Abgrenzung zur bestehenden katholischen Kirche gegründet. 1848 eröffnete sie ihre eigene Begräbnisstätte auf einem etwa 6000 m² großen Gelände zwischen der Pappelallee und der Lychener Straße, das sie vom Gutsbesitzer Wilhelm Griebenow zwei Jahre zuvor geschenkt bekommen hatte. Ab 1893 wurden hier nur noch Mitglieder der Gemeinde beigesetzt. 1907 ließ die Gemeinde auf dem Friedhof von Otto Trewendt eine große Feierhalle errichten, die sowohl als Trauerhalle als auch für Versammlungen genutzt wurde. 1920/21 wurde das Grundstück Pappelallee 15 vom Friedhof abgetrennt und darauf ein straßenseitiges Haupthaus als Verwaltungsgebäude und ein an die Feierhalle angrenzendes Hinterhaus als Ledigen- und Altenheim der Gemeinde errichtet. Eine 1925 an die Feierhalle angebaute Leichenhalle wurde 1989 wieder abgebrochen. 1934 lösten die Nationalsozialisten die Freireligiöse Gemeinde auf und beschlagnahmten ihr Vermögen; dabei wurde auch der Friedhof 1936 verstaatlicht.
Nach dem Zweiten Weltkrieg gehörte der Stadtbezirk Prenzlauer Berg zu Ost-Berlin. In der DDR wurde die Freireligiöse Gemeinde nicht wieder gegründet, so wurde der Friedhof an der Pappelallee zum städtischen Friedhof. Bis 1969 wurde noch bestattet, 1970 wurde der Friedhof endgültig geschlossen, wobei die Nutzungszeit nach der Gesetzeslage noch bis 1994 währte. Die ehemalige Feierhalle wurde seit 1946 gastronomisch unter anderem unter dem Namen „Casino der Handwerker“ genutzt und dient heute dem Ballhaus Ost als Bühne. Seit 1977 steht die Begräbnisstätte unter Denkmalschutz.
Nach der Deutschen Wiedervereinigung ist der Friedhof zwischen 1990 und 1995 in einen Park umgestaltet worden. Nach Restaurierungsarbeiten an insgesamt 35 bis dahin erhaltenen Grabmälern wurde der Friedhof am 24. März 1995 als öffentlicher „Friedhofspark“ seiner Bestimmung übergeben. Die Kombination von historischen Zeugnissen mit öffentlicher Nutzung wurde noch im selben Jahr mit dem Gustav-Meyer-Preis ausgezeichnet. 1998 wurde der Gemeinde der Park mitsamt den Immobilien wieder zurück übertragen. Die Häuser auf dem Grundstück Pappelallee 15 einschließlich der ehemaligen Feierhalle hat die Freireligiöse Gemeinde um 2010 veräußert. Im östlichen Bereich des ehemaligen Friedhofs wurde zuvor noch durch den Bezirk ein Spielplatz angelegt. Der Friedhofspark wird – im Gegensatz zu anderen öffentlichen Parkanlagen – abends abgeschlossen, da es gelegentlich zu Fällen von Vandalismus an Grabsteinen und anderen Anlagen des Parks kam.

## Ehemalige Grabstätten bedeutender Personen
Auf dem Friedhof befinden sich mehrere Grabsteine von bekannten Persönlichkeiten des 19. Jahrhunderts; auch sie wurden im Zuge der Umgestaltung des Begräbnisplatzes erneuert und gestalterisch platziert. Dies sind die Gräber von:
- Theodor Metzner (1830–1902), sozialdemokratischer Abgeordneter
- Wilhelm Hasenclever (1837–1889), sozialdemokratischer Abgeordneter
- Heinrich Roller (1839–1916), Erfinder eines Stenografiesystems
- Johann Baptist von Hofstetten (1847–1887), sozialdemokratischer Journalist
- Carl Schultze (1858–1897), sozialdemokratischer Abgeordneter
- Agnes Wabnitz (1841–1894), Frauenrechtlerin
- Adolf Harndt (1874–1932), Friedhofsverwalter, Trauerredner

Eine Gedenktafel an der Friedhofsmauer erinnert an den Gründer einer Berliner Urchristengemeinde, den Tierarzt und Barrikadenhelden vom Alexanderplatz Friedrich-Ludwig Urban (1806–1879).